# Babahoyo
Babahoyo ist Hauptstadt der ecuadorianischen Provinz Los Ríos, Hauptstadt des Kantons Babahoyo und hatte beim Zensus 2010 90.191 Einwohner.
Die Stadt ist umgeben von den beiden Flüssen Río San Pablo und Río Catarama, die bei der Stadt den Río Babahoyo bilden, der weiter südlich in den Río Guayas fließt. Babahoyo liegt an einer der wichtigsten Verbindungsrouten des Landes, an der meistgefahrenen Route von
Guayaquil nach Quito.
Die Bevölkerung lebt zum großen Teil von der Landwirtschaft (v. a. Bananen, Kakao, Reis, Zuckerrohr und Obst). Einige der größten Bananenplantagen befinden sich in der Umgebung von Babahoyo.
Die Stadt ist Sitz des römisch-katholischen Bistums Babahoyo.

## Municipio
Das Municipio von Babahoyo hat eine Fläche von 174,6 km². Beim Zensus 2010 lebten 96.956 Einwohner im Verwaltungsgebiet. Das Municipio ist in 4 Parroquias urbanas gegliedert.

### Barreiro
Die Parroquia Barreiro (⊙) liegt im Nordosten der Stadt Babahoyo zwischen den Flüssen Río Catarama und Río San Pablo.
Sie wurde am 25. Mai 1897 als "Santa Rita de Barreiro" gegründet. Namensgeber war Agustín Barreiro, der erste Gouverneur der Provinz Los Ríos.

### Camilo Ponce Enríquez
Die Parroquia Camilo Ponce Enríquez (⊙). Namensgeber der Parroquia war Camilo Ponce Enríquez, 1956–1960 Präsident von Ecuador. Zu der Parroquia gehören u. a. die Sectores San José, Nueva Palma, Nueva Jerusalén und La Chala.

### Clemente Baquerizo
Die Parroquia Clemente Baquerizo (⊙) liegt im Südosten der Stadt Babahoyo. Zu der Parroquia gehört u. a. die Ciudadela Paraíso Norte.

### El Salto
Die Parroquia El Salto (⊙) liegt im Nordwesten der Stadt Babahoyo am Nordufer des Río Babahoyo. Die Parroquia wurde im Jahr 1990 gegründet.

## Persönlichkeiten
- Juan Fernando Hermosa (1976–1996), Serienmörder